# Ферфакс (Вирџинија)
Ферфакс (Вирџинија) (енгл. Fairfax) град је у америчкој савезној држави Вирџинија. По попису становништва из 2010. у њему је живело 22.565 становника.

## Демографија
Према попису становништва из 2010. у граду је живело 22.565 становника, што је 1.067 (5,0%) становника више него 2000. године.
| Група             | 2000.          | 2010.          |
| Белци             | 14.333 (66,7%) | 13.849 (61,4%) |
| Афроамериканци    | 1.090 (5,1%)   | 1.071 (4,7%)   |
| Азијати           | 2.617 (12,2%)  | 3.432 (15,2%)  |
| Хиспаноамериканци | 2.932 (13,6%)  | 3.556 (15,8%)  |
| Укупно            | 21.498         | 22.565         |